# Eric Holt
Eric Holt (* 12. Mai 1995 in Hoffman Estates, Illinois) ist ein US-amerikanischer Mittelstreckenläufer, der sich auf den 1500-Meter-Lauf spezialisiert hat. Über diese Distanz wurde er 2022 in Freeport NACAC-Meister.

## Sportliche Laufbahn
Eric Holt wuchs in Carmel auf und absolvierte ein Studium an der Binghampton University. Erste internationale Erfahrungen sammelte er im Jahr 2022, als er bei den NACAC-Meisterschaften in Freeport in 3:37,62 min auf Anhieb die Goldmedaille über 1500 Meter gewann. 
2021 wurde Holt US-amerikanischer Meister im 5-km-Straßenlauf. 

## Persönliche Bestzeiten
- 1500 Meter: 3:34,05 min, 9. Juni 2024 in New York City
  - 1500 Meter (Halle): 3:36,85 min, 9. Februar 2024 in Boston
- Meile: 3:51,46 min, 27. April 2024 in Philadelphia
  - Meile (Halle): 3:52,35 min, 10. Februar 2024 in Boston
  - 3000 Meter (Halle): 7:51,26 min, 19. Januar 2024 in New York
- 5-km-Straßenlauf: 14:23 min, 6. November 2021 in New York